# Umberto Cecchi
Umberto Cecchi (Pistoia, 1º agosto 1940) è un giornalista e scrittore italiano.

## Biografia
Specialista di politica estera è stato inviato speciale in Asia e Africa per il quotidiano La Nazione, del quale è stato una delle firme più note, fino a divenirne Direttore (dal 30 novembre 1998 al 17 aprile 2002).
Si è spesso occupato d'arte contemporanea, curando le monografie di molti artisti italiani.
Ha partecipato ad innumerevoli dibattiti televisivi e radiofonici in svariati settori, inclusi storia, politica, economia, viaggi, arte e saggistica.
Ha scritto più di venti libri, il più noto dei quali è Fegato, un romanzo ispirato alla vicenda del mostro di Firenze. Premiato, inoltre, con il fiorino d'oro nel 2005, nella sezione narrativa, come autore del libro Sulla via dorata per Samarcanda.
Nel 1994 si candida alla Camera dei deputati nel collegio Firenze e viene eletto come rappresentante di Forza Italia durante la XII Legislatura (15 aprile 1994 - 8 maggio 1996), dove, tra i vari incarichi, assume la Presidenza della Commissione speciale per le Politiche Comunitarie.
In ottobre 2006 assume l'incarico di direttore editoriale del Corriere di Firenze e delle testate collegate (Corriere di Prato, Corriere di Lucca e Corriere della Versilia), edite dalla società Editoriale 2000.
Tutt'oggi editorialista de La Nazione, scrive per numerose altre pubblicazioni, incluse La Nuova Antologia e Luna.
È stato direttore di Pratoblog.it, uno dei primi quotidiani online fordato nel 2002, e dell'emittente televisiva Canale 10, dove conduce il talk-show IV Millennio, la punta di diamante delle trasmissioni a carattere informativo e formativo dell'emittente, nota per la qualità della programmazione e per le professionalità giornalistiche e tecniche impiegate.
Ricopre la carica di consigliere nel Consiglio di Amministrazione del Maggio Musicale Fiorentino.
Nel giugno 2008, pubblica Io che uccidevo le bambole, definito da Franco Cardini «Un labirinto, una spirale, un gioco di cerchi concentrici». Instancabile viaggiatore ed esploratore, corrispondente da paesi in guerra, in questo romanzo autobiografico l'autore si è trovato faccia a faccia con la propria esistenza, riflettendo sul più profondo significato della vita.

## Opere
- 1986 - L'Arlecchino del Re Sole. La vita e il teatro di Evaristo Gherardi, Ed. del Palazzo (fuori stampa)
- 1994 - L'Impruneta e il cotto. Tradizione, artigianato e industria, Ed. Loggia De' Lanzi (ISBN 88-8105-009-9)
- 1994 - Campi Bisenzio, Ed. Loggia De' Lanzi (ISBN 88-8105-011-0)
- 1995 - Un dizionario del Duemila, Ed. Loggia De' Lanzi (ISBN 88-8105-027-7)
- 1997 - Diana In vita e in morte di una ribelle, Ed. Loggia De' Lanzi (ISBN 88-8105-111-7)
- 1999 - Angeli a Timbuctu. Appunti di Viaggio, Ed. Studio Bibliografico Pratese (Tiratura limitata a 100 esemplari numerati riservati ai giovani artisti, studenti dell'Accademia di Belle Arti di Firenze che hanno realizzato i disegni)
- 2000 - Fegato, Ed. Nuovi Equilibri (ISBN 88-7226-546-0)
- 2002 - La Mort Cannibale, Ed. JC Lattes (edizione Francese di Fegato) (ISBN 2-7096-2270-X)
- 2002 - Tibet. Un paese tra cielo e terra, Ed. Idealibri (ISBN 88-7082-769-0) con Mario Marchi
- 2003 - Crocicchi: Idealismo E Metamorfosi/Idealism and Metamorphosis, Ed. Charta (italiano e inglese) (ISBN 88-8158-432-8) con Giovanni Faccenda, Salvatore Italia, Janus, Vittorio Sgarbi, Luca Crocicchi
- 2004 - Bertini. L'incanto struggente, Ed. Masso delle Fate (italiano e inglese) (ISBN 88-87305-43-9) con Giovanni Faccenda ed Ugo Fortini
- 2005 - Il risveglio del drago. Vietnam: tradizione, presente e futuro, Ed. Touring (ISBN 88-365-3647-6) con Mario Marchi ed Elisabetta Marchi
- 2005 - Sulla via dorata per Samarcanda, Ed. Vallecchi (ISBN 88-8427-014-6)
- 2008 - Io che uccidevo le bambole, Ed. Vallecchi (ISBN 88-8427-186-X)
- 2008 - Le ceneri del baobab, Ed. Vallecchi (ISBN 88-8427-137-1)